# Stephany Skrba
Stephany Eliza Pierrette Skrba (ur. 13 kwietnia 1987 w Etobicoke) – kanadyjska koszykarka występująca na pozycji silnej skrzydłowej, posiadająca także serbskie obywatelstwo, obecnie zawodniczka francuskiego Angers.
5 września 2017 została zawodniczką JAS-FBG Zagłębia Sosnowiec.

## Osiągnięcia
Stan na 17 marca 2019, na podstawie, o ile nie zaznaczono inaczej.
NCAA
- Ćwierćfinał turnieju Women’s National Invitation Tournament (WNIT – 2008)

Drużynowe
- Mistrzyni Francji (2013)
- Wicemistrzyni Francji (2012)
- Brąz Euroligi (2013)

Indywidualne
- MVP kolejki ligi greckiej (2x – 2016/17)
- Zaliczona do II składu ligi greckiej (2011)

Reprezentacja
- Brązowa medalistka mistrzostw Ameryki U–18 (2004)
- Uczestniczka mistrzostw świata:
  - U–19 (2005 – 9. miejsce)
  - U–21 (2007 – 6. miejsce)